# شندلات
شندلات إحدى قرى مركز السنطة التابع لمحافظة الغربية بجمهورية مصر العربية.

## التاريخ
قرية شندلات من القرى القديمة، واسمها الأصلي وقت الفتح الإسلامي لمصر شنتيليت (بالإنجليزية: Pschentelet)‏، وقد وردت باسم شندلات في أعمال السمنودية ضمن قرى الروك الصلاحي التي أحصاها ابن مماتي في كتاب قوانين الدواوين، كما وردت باسم شندلات في أعمال الغربية ضمن قرى الروك الناصري التي أحصاها ابن الجيعان في كتاب «التحفة السنية بأسماء البلاد المصرية». 

## السكان
بلغ عدد سكان شندلات 4725 نسمة حسب تقدير عام 2018.
| السنة  | 1882 | 1897 | 1907 | 1927 | 1947 | 1960 | 1976 | 1986 | 1996 | 2006  | 2018 |
| ------ | ---- | ---- | ---- | ---- | ---- | ---- | ---- | ---- | ---- | ----- | ---- |
| القرية | 1001 | 1505 | 1693 | 1478 | 1195 | 1633 | 2226 | 2851 | 3288 | 3,821 | 4725 |